# Paulo Borba Casella
Paulo Borba Casella (São Paulo, 1960) es un jurista y profesor brasileño de derecho internacional en la Universidad de São Paulo. Se especializa en derecho internacional y comparado, y en derechos humanos.

## Biografía
Ha dado conferencias en la Academia de Derecho Internacional de La Haya.
Es candidato a la elección de jueces de la Corte Internacional de Justicia de 2022, nominado por el grupo nacional brasileño en la Corte Permanente de Arbitraje. Competirá con el argentino Marcelo Kohen e, inusualmente, con un segundo candidato nominado por el grupo nacional brasileño: Leonardo Nemer.